# Хэпгуд, Чарльз Хатчинс
Ча́рльз Ха́тчинс Хэ́пгуд (англ. Charles Hutchins Hapgood, 15 мая 1904, Нью-Йорк — 21 декабря 1982, Гринфилд, Массачусетс) — американский учёный, известный как автор ряда маргинальных теорий и, в частности, теории катастрофического сдвига полюсов Земли. Предисловие к книге об этой теории было написано А. Эйнштейном.

## Биография
Чарльз Хэпгуд — сын публицистов Хатчинса Хэпгуда (1869—1944) и Нейс Бойс (1872—1951), у которых было ещё трое детей. Родился в Нью-Йорке 15 мая 1904 года. Закончил Гарвардский университет, получив в 1929 году степень магистра истории средних веков и современности. Работа над докторской диссертацией, посвящённой Французской революции, была прервана начавшейся Великой депрессией. Некоторое время Хэпгуд преподавал в Вермонте, руководил общественным центром Провинстауна.
Во время Второй мировой войны Хэпгуд работал в Центре информации, позже переименованном в Управление стратегических служб, Красном Кресте, служил офицером связи в Белом доме.
После окончания войны Хэпгуд занялся академической деятельностью, последовательно работая профессором в Кейстоун Колледже (1945—1947), в Спрингфилдском Колледже (1947—1952), Кин-Стейт Колледже (1956—1966) и Колледже Новой Англии (1966—1967), где читал лекции по мировой и американской истории, антропологии, экономике, истории науки.
В 1941 году Хэпгуд женился на Тамсине Хьюз (1906—1998). У них было два сына: Фредерик, родившийся в 1942 году, и Уильям, родившийся в 1944. В 1955 году супруги Хэпгуд развелись.
В разное время, Чарльз Хэпгуд проживал в Аризоне, Ричмонде, Нью-Гэмпшире. Живя в Гринфилде (Массачусетс), был сбит автомобилем и умер 21 декабря 1982 года.

## Основное наследие
Интересы Хэпгуда составляли весьма спорные и неоднозначные темы, относящиеся к маргинальным. Так было и во время его академической карьеры, когда имелась возможность привлекать к исследованиям студентов, и после выхода в отставку. Некоторая часть научного сообщества, отмечая тщательность проведения работ и революционность гипотез, поощряла его исследования. Альберт Эйнштейн, например, написал предисловие к публикации о смещении полюсов Земли, а Владимир Котляков — предисловие к русскому изданию книги о древней картографии. Однако в подавляющем большинстве деятельность Хэпгуда вызывала сдержанную улыбку, значительный скептицизм и фактическое игнорирование.

### Картография
В 1956 году морскому гидрографическому управлению США в дар была преподнесена карта Пири-реиса, которая затем попала для изучения картографу морского штаба М. Уолтерсу. Тот, в свою очередь, ознакомил с ней своего друга, специалиста по навигационному делу и древней картографии, археолога и писателя — капитана Арлингтона Мэллери (англ. Arlington Mallery). В августе того же года в Джорджтаунском университете состоялась дискуссия, где приняли участие и представители Бостонского колледжа. Обсуждалась гипотеза Мэллери об изображении на южной части карты Пири-реиса заливов и островов антарктического побережья, а именно Земли Королевы Мод, скрытой ныне подо льдом. Это заинтересовало Чарльза Хэпгуда вопросами древней картографии, и он включил их в программу научных исследований Кин-Стейт Колледжа, где тогда работал.
Результаты многолетнего и подробного изучения не только карты Пири-реиса, но и Оронция Финеуса, Хаджи Ахмеда, Меркатора, были опубликованы в работе «Maps of the Ancient Sea Kings: Evidence of Advanced Civilization in the Ice Age», вышедшей в русском издании с предисловием академика РАН Владимира Котлякова. Общий вывод, к которому пришёл Чарльз Хэпгуд, — утверждение, что исследованные карты имели древние прототипы, созданные до оледенения Антарктиды. Аргументом являлось наличие недоступных для поздних составителей точных значений широты и долготы береговой линии обширной территории Земли, включая побережье Антарктиды, ныне покрытое ледниками. Кроме того, базируясь на результатах радиоизотопной датировки антарктических донных отложений, Хэпгуд полагал, что оледенение Антарктиды произошло намного позже, чем считается, а именно порядка 6000 лет тому назад, то есть в четвёртом тысячелетии до н. э..
В соответствии с существующей научной точкой зрения ледниковый покров Антарктиды сформировался около 14 млн лет назад, а современные люди — неоантропы — существуют лишь 70—60 тыс. лет. Поэтому гипотеза Хэпгуда о возможности её картографирования до оледенения признания не нашла.

### Сдвиг полюсов
Интерес одного из студентов колледжа Спрингфилд к потерянному континенту Му стал причиной исследования Хэпгудом темы Атлантиды. Это, в свою очередь, привело к изучению возможных причин глобальных катастрофических земных перемен. Особенно его привлекли работы Хью Брауна (англ. Hugh Brown), утверждавшего, что огромные массивы льда, собирающиеся в полярных областях, приводят к изменению положения земной оси с периодом в 4000—7500 лет.
В 1958 Хэпгуд опубликовал результат своих исследований в работе «Сдвиг земной коры — Ключ ряда базовых проблем науки о Земле», позже переиздававшейся под названием «Движение Полюса». Интересно, что предисловие было написано Альбертом Эйнштейном, заинтересовавшимся выводами Хэпгуда и долгое время находившимся с ним в переписке.
В этой работе Хэпгуд отрицал теорию дрейфа континентов, а случавшиеся глобальные похолодания объяснял накоплением приполярного льда, разбалансировкой вращения земного шара и, вследствие этого, для восстановления баланса, периодическим «проскальзываниям» твёрдой земной коры по жидкому ядру, приводящим к катастрофическим смещениям полюсов относительно поверхности Земли. Отметим, что в современной науке такой подход поддержки не находит.

### Фигурки Акамбаро
Впервые фигурками Акамбаро Чарльз Хэпгуд заинтересовался в 1955 году. Выехав на место раскопок, он принял в них участие и детально ознакомился с коллекцией Вальдемара Юльсруда.
Вторично к теме фигурок Хэпгуд обратился в 1968 году. Он изучал возможность их недавней подделки вместе с Эрлом Гарднером, писателем и специалистом в области криминалистики, имевшим успешный опыт популяризации археологических находок — наскальных рисунков Калифорнии. Впрочем, для коллекции из Акамбаро приезд Гарднера остался без последствий.
Самого же Чарльза Хэпгуда личное участие в исследованиях и раскопках сделало горячим сторонником древнего, то есть подлинного, происхождения этих артефактов. А признание их подлинности утверждало одновременность существования на Земле динозавров и людей.
Однако аргументы, которые Хэпгуд опубликовал в своей книге «Загадка в Акамбаро», научным сообществом не были сочтены как достаточные, и его точка зрения поддержки не получила. В настоящее время фигурки Акамбаро принято относить к подделкам XX века.

### Парапсихология
Последнее десятилетие своей жизни Чарльз Хэпгуд отдавал много времени исследованию парапсихологии. Работая с известным медиумом Новой Англии — Элвудом Бэббиттом (англ. Elwood Babbitt) — он пытался устанавливать контакты с известными умершими людьми прошлого, к числу которых относились Иисус Христос, Альберт Эйнштейн, Марк Твен, Вишну. Полученные результаты были опубликованы в его последней монографии — «Голоса Духа» — и в двух книгах Бэббитта, где Чарльз Хэпгут выступил редактором, — «Разговоры с Христом и его учителями» и «Завещание Вишну».